# Кароліна Луїза Гессен-Дармштадтська
Кароліна Луїза Гессен-Дармштадтська (нім. Karoline Luise von Hessen-Darmstadt; 11 липня 1723 — 8 квітня 1783) — принцеса Гессен-Дармштадтська, донька ландграфа Гессен-Дармштадтського Людвіга VIII та Шарлотти Ганау-Ліхтенберзької, дружина маркграфа Баден-Дурлахського Карла Фрідріха. Меценат, колекціонер і ботанік. Її «Кабінет живопису» поклав початок кунстхалле у Карлсруе, а колекція мінералів — стала основою природничого музею.

## Біографія
Кароліна Луїза народилась 11 липня 1723 року в Дармштадтському палаці. Вона була четвертою дитиною і другою донькою в родині спадкоємця престолу Гессен-Дармштадта Людвіга та його дружини Шарлотти Ганау-Ліхтенберзької . Дівчинка мала старших братів Людвіга та Георга, сестра Шарлотта померла немовлям до її народження. Згодом у Кароліни Луїзи з'явились ще молодший брат Йоганн Фрідріх та сестра Луїза Августа.

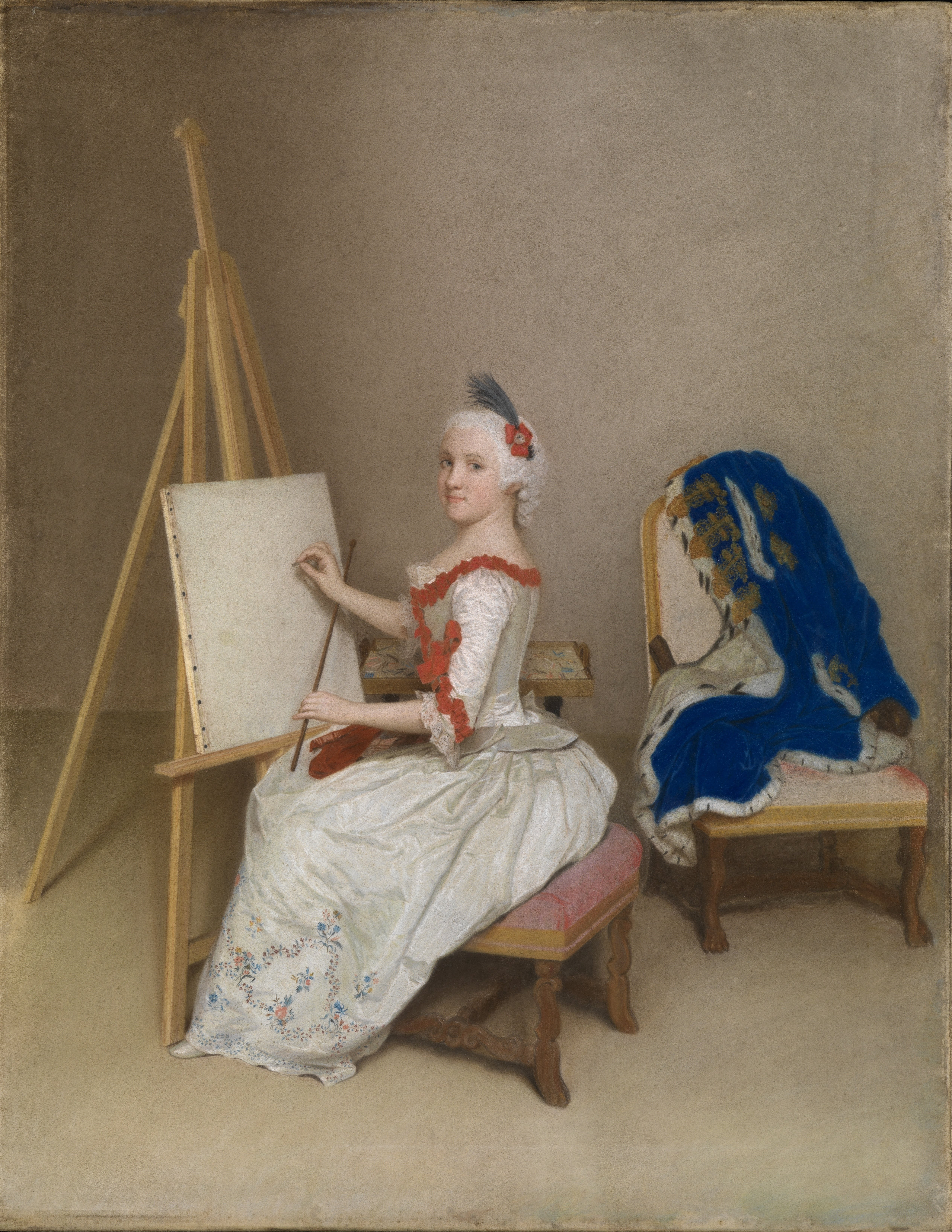
Кароліна Луїза у 22 роки на портреті пензля Ліотара, 1745

Мати померла, коли їй було близько 3 років. Діти виховувались дідусем Йоганном Рейнхардом та бабусею у Буксвіллері, де й була закладена їхня ґрунтовна освіта. Скромні умови, в яких росла дівчинка, навчили її мудрому та економному веденню господарства вже у молоді роки. Вчителька пишалася раннім розвитком незалежного мислення Кароліни та багатогранним талантом.
У 1739 році, коли їй було 16 років, батько успадкував престол Гессен-Дармштадту.
Існував проект щодо шлюбу принцеси із її кузеном Вільямом Августом Кумберлендським, що не був здійснений. Спадкоємцю ж імперського князівства Шварцбург-Рудольштадт Йоганну Фрідріху вона відмовила сама.
Одружилася Кароліна Луїза у 27-річному віці із 22-річним маркграфом Баден-Дурлахським Карлом Фрідріхом. Весілля відбулося 28 січня 1751 року у Дармштадті. Цей союз був державною угодою щодо миру між двома будинками, однак скоро між подружжям виникла справжня взаємна прихильність. Карл Фрідріх і Кароліна Луїза гармонійно доповнювали один одного, і щасливий шлюб поєднав їх на довгі роки, що стало справжнім благословенням для країни.
З дев'яти народжених дітей пари вижило четверо, а дорослого віку досягли троє синів. Освітою хлопців мати керувала сама. Часто сама виступала в ролі вчительки.
Маркграфиня була освіченою жінкою. Володіла французькою, англійською, італійською мовами та латиною, що дозволяло читати їй римських класиків мовою оригінала, а грецьких — у перекладах. Чудово розбиралася у французькій літературі XVII—XVIII століть.
Талановито малювала. Виконувала переважно портрети сангіною та пастеллю. Була дійсним членом Данської королівської академії мистецтв. Їздила із освітніми мандрівками до Італії та Парижа.
Мала хист і до музики. У придворному оркестрі Кароліна Луїза грала на клавесині. Керівниками капели в той час послідовно були Йоганн Мельхіор Мольтер, Джачинто Ш'ятьтті та Йозеф Алоїс Шміттбаур.

Особливою прихильністю у неї користувалися природничі науки. Маркграфиня цікавилася зоологією, ботанікою, хімією, фізикою, медициною, мінералогією та геологією. В покоях її палацу, окрім майстерні, знаходилася лабораторія, де вона ставила власні експерименти. Ботанік Вільгельм фон Лейссер роками збирав колекцію мінералів за дорученням маркграфині. Також вона планувала створити ботанічну колекцію з ілюстраціями кожної рослини, згідно класифікації Карла Ліннея, однак, через брак коштів, цей задум реалізувати не вдалося. 

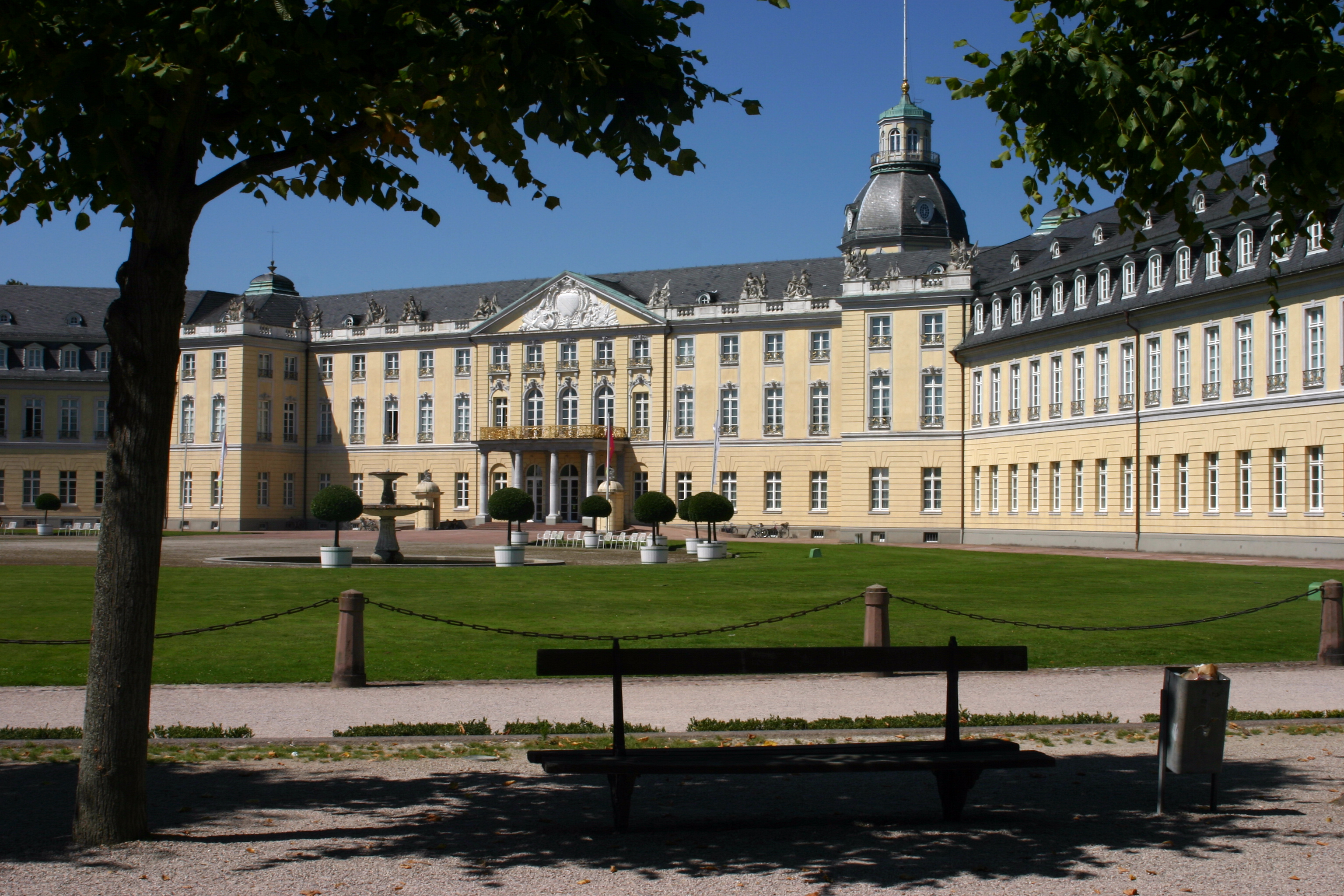
Палац у Карлсруе

Власною участю у культурному та науковому житті Кароліна Луїза значно впливала на придворне життя столиці. Її резиденція стала духовним та культурним осередком південного заходу Німеччини.
При її дворі бували Вольтер, з яким Кароліна Луїза тривалий час листувалася, Йоганн-Готфрід Гердер, Йоганн Каспар Лафатер, Йоганн Вольфганг фон Ґете, Фрідріх Ґотліб Клопшток, Крістоф Віллібальд Глюк, Крістоф Мартін Віланд та інші визначні люди свого часу.
Освіта і патронаж науки і мистецтв були не єдиними справами маркграфині. 1771 року Карл Фрідріх успадкував сусіднє маркграфство Баден-Баден, і об'єднав його із Баден-Дурлахським у єдине Баденське маркграфство. Кароліна Луїза у своїх володіннях на правому березі Рейну володарювала сама. Цікавилася сільським господарством, зокрема, доглядом за худобою. Сприяла поширенню культури марени красильної, мала мануфактуру з виробництва мила та свічок. Економічна діяльність маркграфині виявилася успішною.
1779 року Кароліна Луїза впала на сходах, що завдало шкоди її здоров'ю. 1783 року маркграфиня у супроводі сина Фрідріха відбула до Парижа, де хотіла зустрітися із старими друзями та побачити улюблені колекції. У французькій столиці у неї трапився удар і за кілька днів вона померла.
Карл Фрідріх був дуже вражений і засмучений смертю дружини. За чотири роки він узяв морганатичний шлюб із 19-річною фрейліною своєї невістки, Луїзою Кароліною фон Ґейєр, якій дарував титул баронеси Гогберг. Оскільки, його з Кароліною сини не залишили нащадків чоловічої статі, правління у Бадені продовжили діти від другого шлюбу.

## Родина

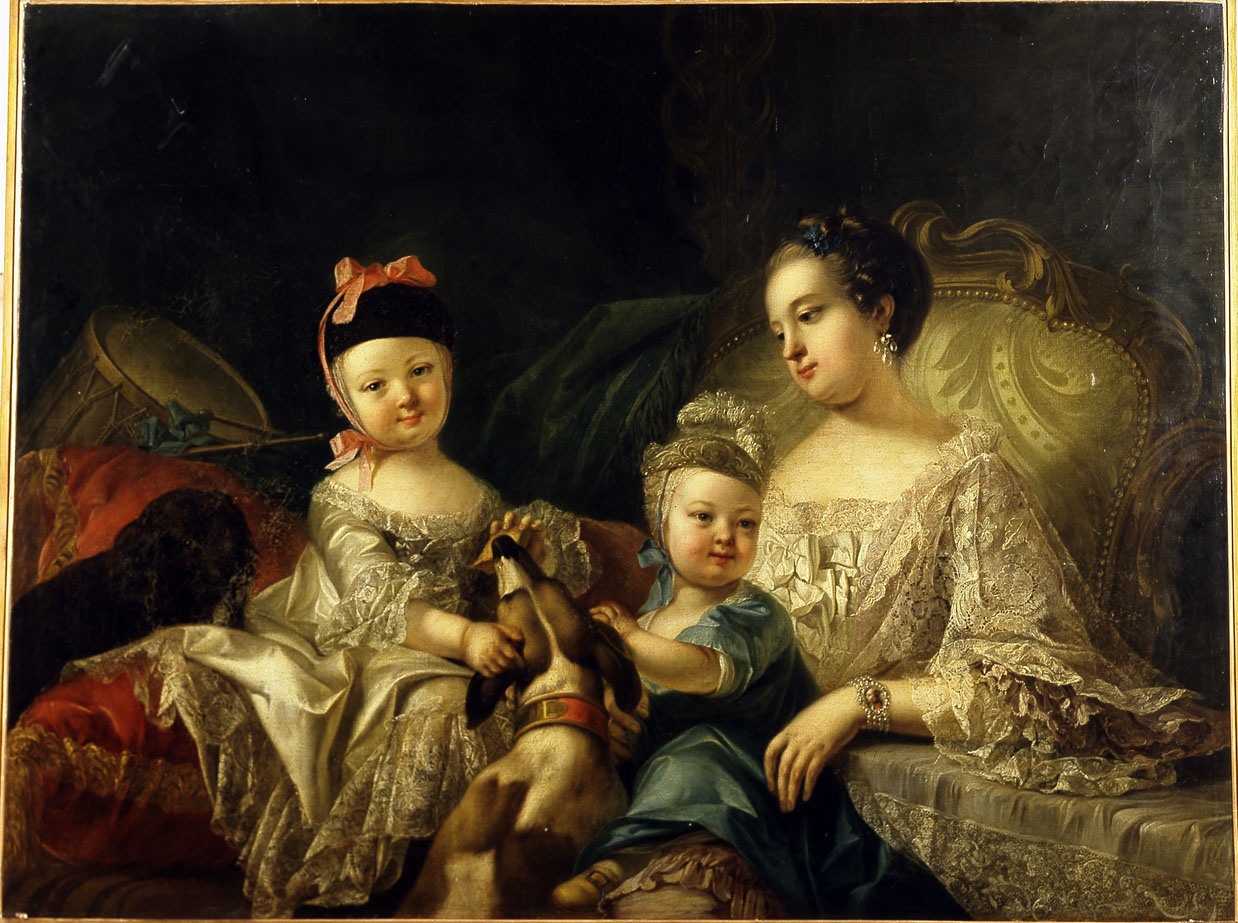
Кароліна Луїза із старшими синами, 1757

Чоловік — Карл-Фрідріх, маркграф Баден-Дурлахський
Діти:
- Карл Людвіг (1755—1801) — спадкоємець баденського престолу, помер за життя батька, був одружений із Амалією Гессен-Дармштадтською, мав восьмеро дітей;
- Фрідріх (1756—1817) — був одружений з Крістіаною Луїзою Нассау-Узінґенською, нащадків не залишив;
- Людвіг (1763—1830) — великий герцог Баденський у 1818—1830 роках, був двічі морганатично одружений, мав четверо дітей від обох шлюбів, які не могли наслідувати престол;
- Луїза (8—11 січня 1767) — померла невдовзі після народження.

## Нагороди
- Орден Святої Катерини I ступеня (Російська імперія) (1771).

## Цікаві факти
- Карл Лінней назвав на честь маркграфині пахіру водяну Carolinea prinzeps, що стала кімнатною рослиною.